# Ciaro
Ciaro is een bestuurslaag in het regentschap Bandung van de provincie West-Java, Indonesië. Ciaro telt 7572 inwoners (volkstelling 2010).